# Haitianisch-russische Beziehungen
Die haitianisch-russischen Beziehungen beschreiben das bilaterale Verhältnis zwischen der Republik Haiti einerseits und der Russischen Föderation andererseits.

## Geschichte und Stand
Die im Jahr 1804 von Frankreich unabhängig gewordene Republik Haiti und das 1991 aus der Auflösung der Sowjetunion wieder entstandene Russland unterhalten seit 1996 diplomatische Beziehungen.
Die entsprechende gemeinsame Erklärung wurde am 2. Juni 1996 von dem haitianischen Außenminister Fritz Longchamp und dem russischen Vizeaußenminister Georgi Enwerowitsch Mamedow in Panama unterzeichnet.
Es wurden keine diplomatischen oder konsularischen Vertretungen im jeweils anderen Land eingerichtet. Der Botschafter Russlands in Caracas/Venezuela ist in Haiti nebenakkreditiert.
Als ständiges Mitglied des Sicherheitsrats der Vereinten Nationen kommt Russland eine wichtige Rolle bei Haiti betreffenden Entscheidungen des Gremiums zu: So stimmte Russland 2004 für die Entsendung internationaler Truppen nach Haiti, um Präsident Boniface Alexandre nach dem erzwungenen Ende der Präsidentschaft von Jean-Bertrand Aristide zu unterstützen (Resolution 1529).
Nach dem verheerenden Erdbeben in Haiti im Januar 2010 leistete Russland Soforthilfe durch Entsendung von fünf Transportflugzeugen mit Hilfsgütern sowie 138 Rettungshelfern. Die Sofortmaßnahmen hatten einen finanziellen Wert von 5 Mio. US-Dollar.
Am Rande der 70. Generalversammlung der Vereinten Nationen trafen sich der russische Außenminister Sergej Lawrow und sein haitianischer Amtskollege Lener Renauld im September 2015 in New York. Sie unterzeichneten einen Vertrag über die Grundprinzipien der bilateralen Beziehungen. Minister Renauld dankte der russischen Seite für ihre Bemühungen, vor allem im Rahmen der UNO, zur Stabilisierung der politischen und sozioökonomischen Lage in Haiti beizutragen.
Im Jahr 2019 traf sich der russische Botschafter Vladimir Fedorovich Zaemsky bei einem Besuch in Port-au-Prince mit dem früheren Senator und Anführer der Partei Pitit Dessalines, Jean Charles Moïse. Dieser besuchte im Jahr 2023 für fünf Tage Russland, um „die Beziehungen zwischen beiden Ländern zu intensivieren“.
Im November 2024 blockierte Russland zusammen mit der Volksrepublik China im UN-Sicherheitsrat die Umwandlung der Mission Multinationale d’Appui à la Sécurité en Haïti (MMAS) in eine Friedensmission der Vereinten Nationen. Der haitianische Außenminister Jean-Victor Harvel Jean Baptiste relativierte dies in den Medien seines Landes und sprach davon, Russland und China hätten lediglich weiteren Klärungsbedarf der Sache gesehen.
Beobachter vertreten die Auffassung, dass die Krise in Haiti seit 2018 zu einer wachsenden pro-russischen Stimmung unter den Haitianern führte. Dieses sei nicht nur auf eine anti-amerikanische Reaktion zurückzuführen, sondern sei von Moskau bewusst kultiviert.